# Santa Luzia do Norte
Santa Luzia do Norte è un comune del Brasile nello Stato dell'Alagoas, parte della mesoregione di Leste Alagoano e della microregione di Maceió.